# ایستگاه خیابان لیورپول
ایستگاه خیابان لیورپول یک ایستگاه اصلی و بزرگ از خط مرکزی و از خطوط متروی لندن است؛ که در خیابان لیورپول قرار دارد و در ۲ فوریه ۱۸۷۴ افتتاح شده‌است.

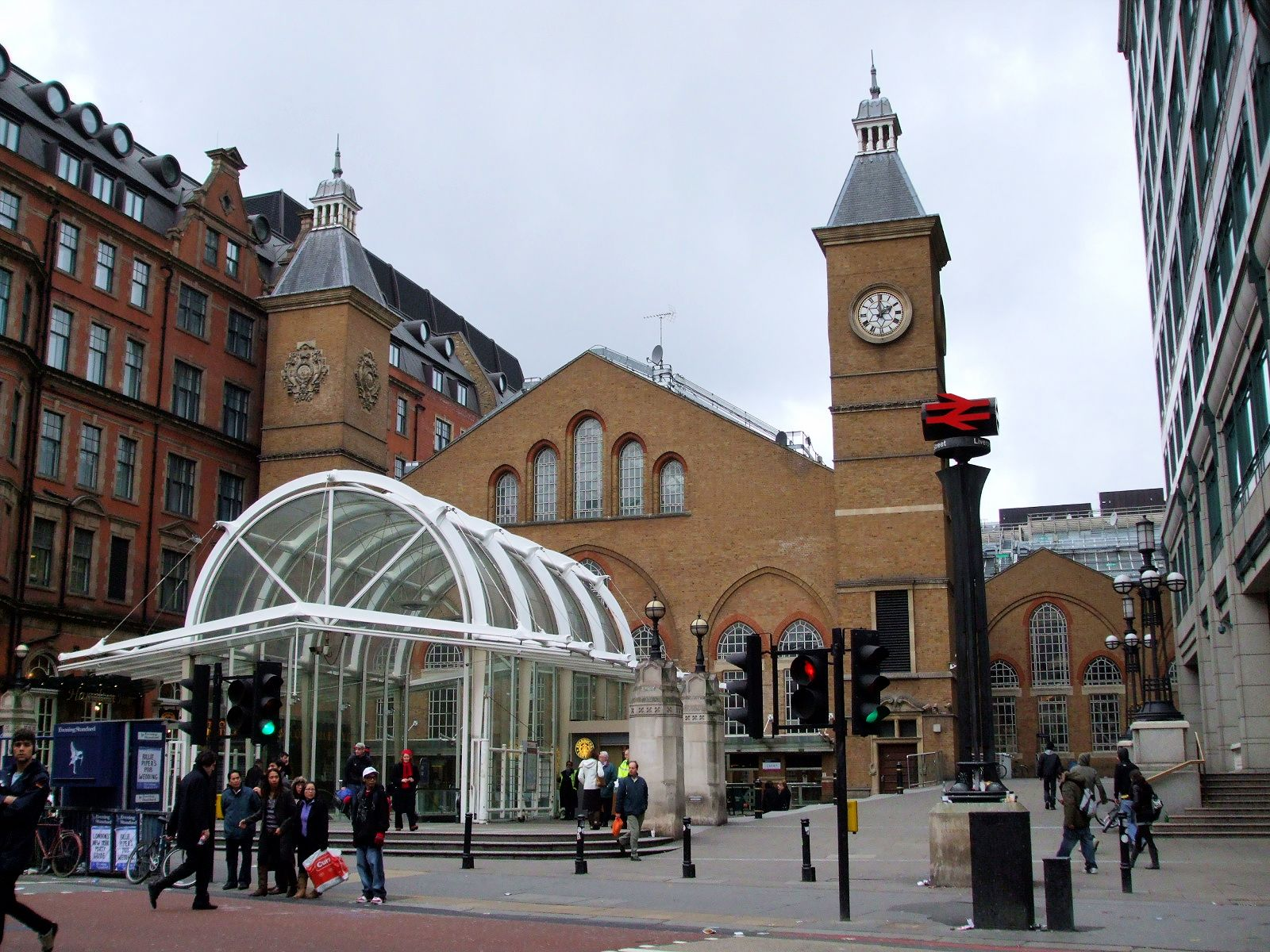

## نگارخانه

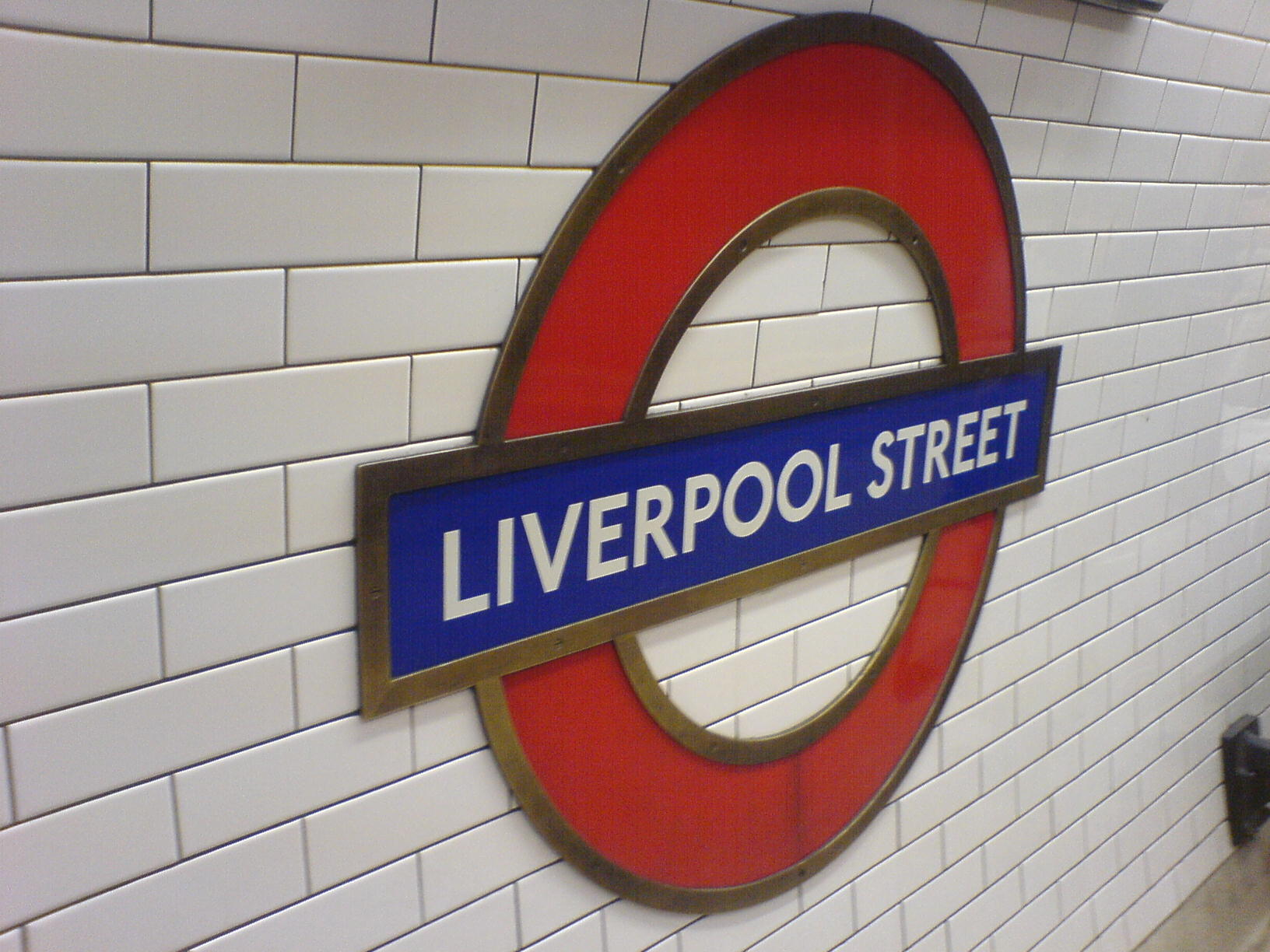
roundel on Central line platform
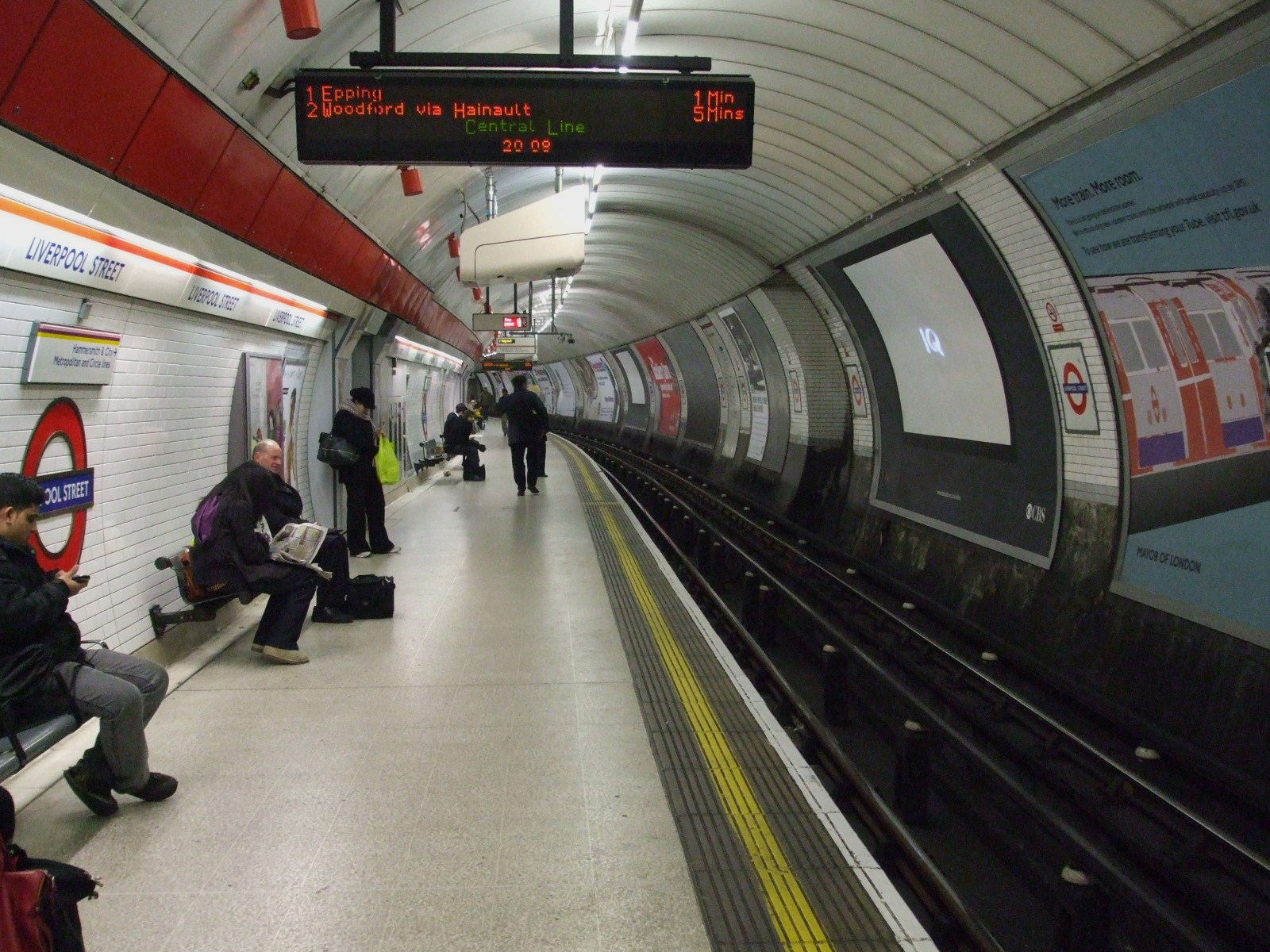
Eastbound Central line platform with projected adverts added summer 2008
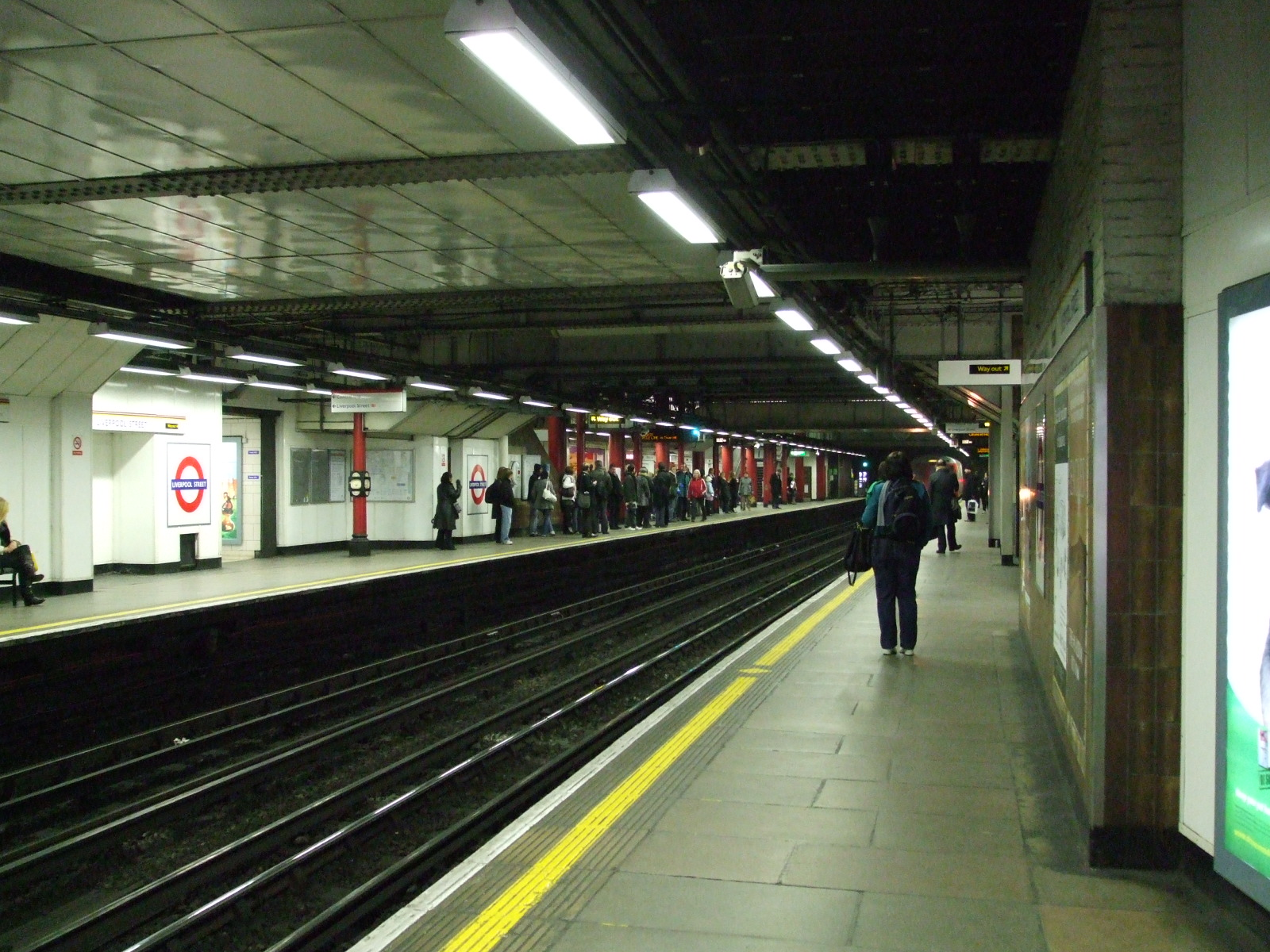
Circle, Metropolitan, Hammersmith & City line platforms looking clockwise
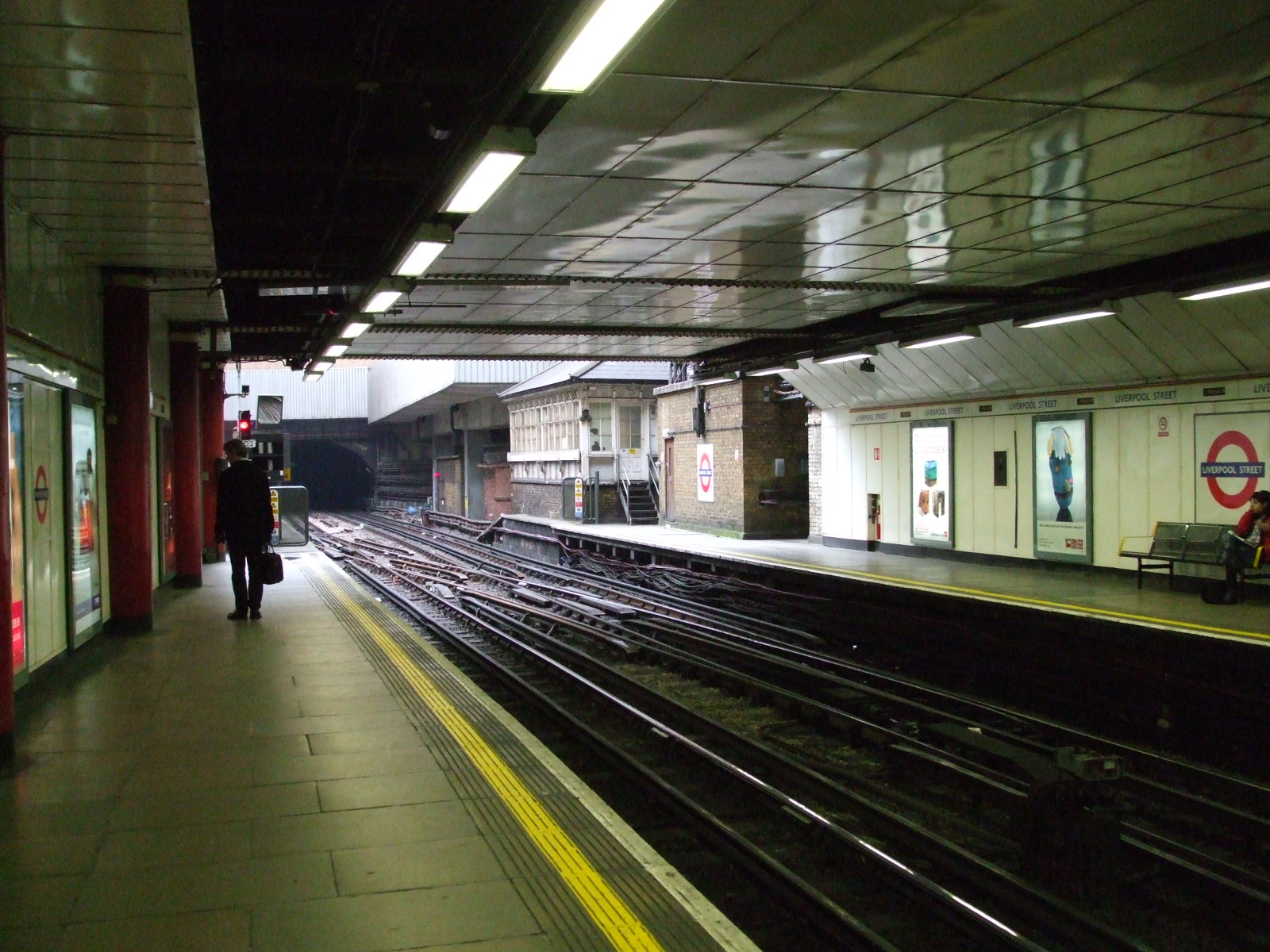
Circle, Metropolitan, Hammersmith & City line platforms looking anticlockwise

1. 1 2 3 4  "Station usage estimates". Rail statistics. Office of Rail Regulation. Please note: Some methodology may vary year on year.